# Scaphochlamys pennipicta
Scaphochlamys pennipicta är en enhjärtbladig växtart som beskrevs av Richard Eric Holttum. Scaphochlamys pennipicta ingår i släktet Scaphochlamys och familjen Zingiberaceae. Inga underarter finns listade i Catalogue of Life.